# Големи десантни кораби проект 11711
Големи десантни кораби проект 11711 тип „Иван Грен“ (според класификацията на НАТО: Ivan Gren-class landing ship) са серия руски големи десантни кораби (на руски: БДК, Большой десантный корабль) предназначени за транспортиране и стоварване на десант, превоз на бойна техника и оборудване, последващо развитие на проекта 1171 „Тапир“.
Главния кораб на серията влиза в строй през юни 2018 г., през същата година е спуснат на вода втория БДК. През 2019 г. се планира залагането на още два кораба за ВМФ на Русия.

## История на проекта
Създаването на проекта е дело на Невското проектно-конструкторско бюро. Първият десантен кораб, заложен на 23 декември 2004 г. в корабостроителния завод „Янтарь“ в Калининград, получава името „Иван Грен“. През 2008 г. той е планиран за предаване на флота, но поради нестабилното финансиране и проблеми в самия завод строителството е замразено. Фактически за 4 години са сглобени само отделни секции от кораба. И едва през 2008 г. работите са възобновени. На 18 май 2012 г. кораба е спуснат на вода. През есента на 2010 г. завода „Янтарь“ получава контракт за строителството на още един БДК от проекта 11711.
Всичко през 2012 г. се планира серия от 6 кораба за ВМФ на Русия. През 2015 г. придобиват гласност планове за съкращаване на проекта до две единици в полза на по-големи кораби, обаче през 2019 г. са заложени още два кораба.

## Конструкция
За основа на проекта е взет корпуса на БДК от проекта 1171, тъй като той се представя много добре за десетилетията си служба в съветския, а по-късно и в руския флот. По-голямата част от
конструкциите претърпява сериозни изменения. Главно това засяга надстройката и вътрешните помещения. В проекта са използвани най-съвременните технологии, по-специално, за снижаване на забележимостта за сметка на използването на съвременни материали и технически решения. Също голямо внимание е отделено на условията за обитание на екипажа и десанта.
Натоварването на техниката в кораба става или самостоятелно по апарела, или чрез кранове. Товаренето на техниката и товарите в десантното отделение се осъществява през четитирикрилния товарен люк в горната палуба с помощта на кран с товароподемност 16 тона. За натоварването на лодките, моторните лодки и техниката на борда се използват два лодъчни крана. Също товарния люк се използва за вентилация на изгорелите газове от техниката от подпалубното пространство на десантното отделение.
На кораба е монтиран палубен хангар за два транспортно-бойни вертолета тип Ка-29. На борда има три моторни лодки.

### Десантовместимост
Бойната техника се разполага в БДК на танковата палуба. Това могат да бъдат както основни бойни танкове с маса до 60 т (до 13 единици), така и бронетранспортьори или бойни машинини на пехотата (до 36 машини), или до 300 десантника.

### Въоръжение
Според първоначално приетия за строителство проект, на корабите се предвижда да има 100-мм установка А-190М, два зенитно-артилерийски комплекса „Палаш“ и две пускови установки за реактивната система за залпов огън А-215 „Град-М“.
Във връзка с това, че концепцията за използване на БДК от проекта 11711 започва да се смята за остаряла, а също и за икономисване на средства и намаляването на времето за построяване през 2010 г. от главнокомандващия ВМФ на РФ, адмирал В. С. Висоцки, е прието решение за изменение на състава на въоръжението. Според новия проект въоръжението се състои от:
- 1 × АК-630М-2 „Дует“;
- 2 × АК-630М с радиолокационна система за управление на огъня 5П-10-03;
- 2 × 14,5 мм установки МТПУ „Жало“;
- 1 × комплекс за изстрелване на пасивни смущения КТ-308-04 „Просвет-М“;

## Състав на серията
Всичко в серията са планирани 6 кораба, по-късно този брой е съкратен до два.
Задръжките с втория БДК от проекта 11711 военните експерти се обясняват с това, че решението за построяването на серията ще бъде прието едва след изпитанията на главния кораб. Преди пуска в производство целия комплекс трябва да бъде усвоен, за да се разбере какви изменения и допълнения трябва да се внесат в проекта. Изпитанията ще отнемат примерно година.
| Название           | Зав. № | б/н | Заложен    | Спуск на вода | Влизане в строй | Флот | Състояние                        |
| ------------------ | ------ | --- | ---------- | ------------- | --------------- | ---- | -------------------------------- |
| „Иван Грен“        | 01301  | 135 | 23.12.2004 | 18.05.2012    | 20.06.2018      | СФ   | В строй.                         |
| „Пьотр Моргунов“   | 01302  |     | 11.06.2015 | 25.05.2018    | 2019            | СФ   | Готви се за заселване от екипажа |
| „Владимир Андреев“ |        |     | 23.04.2019 |               | 2025            | ТОФ  | Готви се за залагане             |
| „Василий Трушин“   |        |     | 23.04.2019 |               | 2025            | ТОФ  | Готви се за залагане             |

## Аналози
- Buque de Apoyo Logistico (BAL) – „кораби за транспортно подсигуряване“, фактически танкодесантни кораби, създадени на основата на американските танкодесантни кораби „LST-542“ от времето на Втората световна война. От 2011 г. са построени и влизат в състава на ВМС на Мексико 2 единици. При водоизместимост от 3666 т, скорост 12 възела имат следното въоръжение: 5 – 40-мм Bofors L70[16].
- Десантни кораби тип „Магар“ (Magar-class amphibious warfare vessel) – танкодесантните кораби от типа „Магар“ са създадени на базата на десантния кораб тип „Sir Lancelot“ на ВМС на Великобритания. От 1987 г. са построени и влизат в състава на ВМС на Индия 2 единици. При водоизместимост от 5665 т, скорост 15 възела имат следното въоръжение: 2 x 122-мм РСЗО, 4 – 40 мм Bofors. За стоварването на морския десант са снабдени с 4 десантни средства LCVP (разположени побордно на шлюпбалки), хангар за 1 вертолет (ПП за 2 вертолета)[17]. Екипажа се състои от 20 офицера и 235 матроса[18].
- Десантни кораби тип „Шардул“ (Shardul-class tank landing ship – танкодесантните кораби от типа „Шардул“ се явяват последващо развитие на десантните кораби от типа „Магар“. Измененията засягат по-добри: условия за обитаемост на екипажа; мореходни качества, а а също и по-ниската експлоатационна стойност. В периода 2002 – 2009 г. са построени и влизат в състава на ВМС на Индия 3 ед. При водоизместимост от 5650 т, скорост 15,8 възела имат следното въоръжение: 2 x 140-мм РСЗО „WM-18“, 4 – 30-мм CRN-91 AA, ПЗРК. За стоварването на морския десант е снабден с 4 десантни средства LCVP (разположени побордно на шлюпбалки), хангар за 1 вертолет (ПП за 2 верт.). Корабите също могат да бъдат използвани в качеството на болници или танкери[19]. Екипажа се състои от 11 офицера и 145 матроса[20].
- Десантни кораби „Тип 072-III“ (Type 072III) – танкодесантните кораби от типа „Тип 072-III“ (Yuting-II клас) се явяват съвременния основен тип БДК във ВМС на Китай. В периода 2003 – 2005 г. са построени и въведени в строй 10 ед. При водоизместимост 3430 т, скорост 18 възела имат следното въоръжение: 1 – 37-мм тип „76F“ AAA, ПЗРК. Оборудвана е ПП за 1 верт. (хангар не е предвиден)[21][22].
- Десантни кораби тип „Язон“ (Jason-class tank landing ship) – танкодесантните кораби от типа „Язон“, са основните десантни кораби на ВМФ на Гърция. В периода 1986 – 2000 г. са построени и въведени в строй 5 ед. При водоизместимост от 4470 т, скорост 16 възела имат следното въоръжение: 1 – 76-мм АУ „Oto Melara“, 2 – 40-мм АУ „Breda“, 4 – 20-мм АУ „Rheinmetall“. Оборудван е с 4 десантни средства LCVP и ПП за 1 верт. (хангар не е предвиден)[23].